# NK Draganec
NK Draganec je nogometni klub iz Gornjeg Draganca.
Trenutačno se natječe se u 1. ŽNL Bjelovarsko-bilogorskoj.
Klub ima i mlađe uzrasne kategorije.